# Quercus scytophylla
Quercus scytophylla är en bokväxtart som beskrevs av Frederik Michael Liebmann. Quercus scytophylla ingår i släktet ekar, och familjen bokväxter. Inga underarter finns listade i Catalogue of Life.